# Lea & Perrins
Lea & Perrins (L&P) és una salsa Worcestershire de la marca Lea & Perrins, filial amb seu al Regne Unit de Kraft Heinz, originària de Worcester (Anglaterra), on continua operant.
La salsa Lea & Perrins va ser venuda per primera vegada el 1837 per John Wheeley Lea i William Henry Perrins, que dispensaven químics de Broad Street (Worcester). Es va inspirar en Marcus Sandys, el tercer baró Sandys que havia servit a Bengala i hi va tastar una salsa de peix que els va demanar que recreessin, però va acabar podrida fins que va fermentar durant tres anys. Actualment es produeix a la fàbrica Midland Road de Worcester que van construir Lea i Perrins. Una filial a Pittsburgh (Pennsilvània, Estats Units) fabrica una versió estatunidenca de la recepta. La salsa va ser importada per primera vegada als Estats Units per la família Duncan de Nova York el 1839, que va continuar participant-hi durant més de cent anys.
Les receptes de Lea & Perrins del Regne Unit i dels Estats Units difereixen lleugerament pel fet que la del Regne Unit utilitza vinagre de malt mentre que la versió dels EUA utilitza vinagre blanc destil·lat. A més, la versió estatunidenca va utilitzar xarop de blat de moro alt en fructosa fins al 2011, quan van tornar al sucre per problemes de salut. La versió del Regne Unit sempre ha utilitzat sucre, i es ven també a Austràlia i el Canadà. Al Regne Unit, l'ampolla és ben coneguda pels consumidors tant per la seva forma com per l'etiqueta taronja i negra, mentre que per a la versió venuda als Estats Units utilitza un embolcall de paper distintiu.